# Rångedalabron
Rångedalabron är en bro längs Riksväg 40, mellan Borås och Ulricehamn. Den korsar Rångedala ån och den gamla Riksväg 40, som nu fått namnet Länsväg O 1704.